# ナット座ピッチ直径
ナット座ピッチ直径（ナットざピッチちょっけい、Pitch Circle Diameter）は、真円に沿って存在するネジ穴や雄ネジなどの中心点を結ぶ円の直径のことでありP.C.D.と略すことが通例である。
とりわけ以下のようなものを示す際に使われる。
- 自動車のホイールを固定する全てのハブボルト（欧州車ではホイールボルト穴）の中心を通る仮想円の直径（ピッチ円直径） - 本項目で解説
- 自転車のクランクとフロントギアを締結するボルトのピッチ円直径

## 概要
一般的に機械要素の接合部の寸法や仕様が異なると接続は出来ないため、P.C.D.も例外ではない。厳密にP.C.D.は前述のとおり中心部を結ぶ円の直径のことのみであるが、自動車用語としてはハブボルトやボルト穴の数も含めてP.C.D.の種類としている。一般的な用語では４穴ホイールの100 mmと5穴ホイールの100 mmのP.C.D.は同じであるが、ホイールの互換性がないため、自動車用語ではお互いを「異なったP.C.D.」としている。
P.C.D.は、例えば車のホイールを交換するときなどに重要となり、交換するホイールのP.C.D.と車のP.C.D.が一致していないと装着できない。また、車両総重量によってハブボルトの数や太さが異なり、小型から普通車では、軽量なものは3、4穴ホイール、それ以上は5穴が一般的である。トラックやSUVなどでは6穴やボルト径を太くした5穴、大型貨物車は8穴、総輪数が少なく、一輪当たりの荷重が大きくなる大型バスでは10穴となる。
同じ自動車メーカーでも車種によってP.C.D.が異なる場合がある。日本車の場合、アメリカ車やイギリス車のコピーからスタートしたものが市場の主流となったため、各部の寸法はヤード・ポンド法（インチサイズ）を基本としていた。
かつて主流だった4穴の114.3 mm（4 1/2インチ）の車種は最近では激減し（2020年2月現在、日本車において新車でこの規格を採用するのは日産・NV200バネットとそのOEMにして現在既に販売終了済みの三菱・デリカD:3/デリカバンの実質1車種だけである）、特に小型車では前輪駆動車の台頭により、欧州車（フランス車、イタリア車、ドイツ車）で標準となっていたメトリックの100.0 mmへと移行した。後輪駆動車では、5穴の114.3 mm、6穴の139.7 mm（5 1/2インチ）が依然として主流である。そのほか、メーカーの設計方針により110.0 mm、120.0 mm、150.0 mmなどが見られる。
- アフターマーケットにおいて、デザインや耐荷重の面で4穴ホイールにないバリエーションを求める場合や、ブレーキの容量（ブレーキキャリパーの大型化など）を上げるため、4本から5本ハブに改造する例がある。これは主に上級車や上級グレードの部品を流用する形で行われる。日産の車種、特にS13系のシルビア・180SXで多く見られる。
- また、近年では採用される事が稀となったP.C.D.とハブボルト数の組み合わせによっては、純正・アフターマーケット共に当時の適合ホイールが入手困難となり、スタッドレスタイヤ用の予備ホイールを用意する、スチールホイールをアルミホイールへ変更するといった事も困難となる為、ハブボルト付きのホイールスペーサーを用いてP.C.D.の変換が行われる事もある。日本車だとスバル（特に3代目以前のレオーネ、初代アルシオーネ）やトヨタ（特に初代スターレットを含むパブリカシリーズ、2代目以前のカローラ/スプリンターシリーズの各12インチホイール装着車）、ダイハツ（特にコンパーノ、コンソルテ、2代目以前のシャレード）、マツダ（特に初代サバンナRX-7、2代目以前のコスモ、3代目以前のルーチェ、FR(後輪駆動)時代のカペラ、FR時代のファミリア）、ホンダ（特にホンダ・1300シリーズ、初代シビック、初代アコード）、日野・コンテッサなどのごく一部の旧車種がその一例である。

## 仕様別車種例（OEM車種を含む）

### 3穴
- 98.5mm
  - シトロエン:ヴィザ、AX
  - タタ:ナノ
  - プロトン：ティアラ
  - ルノー：クウィッド、トライバー
  - 日産：ダットサン・redi-GO
- 112.0mm
  - ルノー:5
  - メルセデスベンツ:スマート・フォーツークーペ/フォーツーカブリオ/フォーツーK/ロードスター/ロードスタークーペ/ブラバス/クロスブレード
- 160.0mm
  - シトロエン:2CV、アミ
  - ルノー:キャトル

### 4穴
- 98.0mm
  - アルファロメオ
  - フィアット
  - ライトトレーラー(欧州各社)：8～13インチホイール
- 100.0mm
  - トヨタ:EP71型（3代目）以降のトヨタ・スターレットおよびL20型（2代目）以降のターセル系、ヴィッツ(P13#型以前の国外仕様のヤリス含む)→ヤリス(P210/PA1#/PH1#型日本仕様)系、MR-S、E80型（シリーズ5代目）からE120型（北米向けを除くシリーズ9代目）、E140型（シリーズ10代目日本仕様）、E160型（日本・香港・マカオ向けシリーズ各11代目）までのカローラ/スプリンター/アレックスシリーズ、初代MR2、初代プリウス、初代/2代目アクア、ST180/181カリーナED/コロナEXiVの初期型[2]など[3]、デュエット、パッソ系、ルーミー/タンク、ライズなど
  - 日産:マーチ系、B12～B14型（6代目～8代目）サニー系、N13～N15型（3代目～5代目）パルサー系、C11型（初代）ティーダ/SC11型ティーダラティオ[4]、G11型（2代目）ブルーバードシルフィ、N17型ラティオ、ノート系、キックス（P15型北米、南米、中国向け他）など
  - ホンダ:フィット系、インサイト（-ZE3）、シビック（タイプRを除く2代目～7代目）、インテグラ（5ナンバー車のタイプR以外）、プレリュード（AB/BA1.4.5.7）など
  - 三菱:コルト系など
  - マツダ:ロードスター、7代目以降のファミリア、マツダ教習車を含むデミオ（現・MAZDA2）系など
  - ダイハツ:3代目・4代目ダイハツ・シャレードおよびアプローズ、パイザー、アトレー7、ストーリア系、ブーン系、日本市場専売2代目ロッキーなど
  - スズキ:スズキ・スイフトおよびソリオ、エリオ、3代目カルタス
  - スバル:スバル・ジャスティおよびドミンゴ、デックスなど
  - いすゞ:いすゞ・ジェミニおよびピアッツァ、初代アスカなど

など多車種。
  - ルノー:カングーI、クリオ（除、ルノー・スポール）、キャプチャー
  - ルノーサムスン:QM3
  - ミニ (BMW)：カントリーマン
  - 軽自動車:近年採用例が多い。変わったところでは一部スズキ車(Dx51x系キャリイ(エブリイ/オートザム・スクラム)やセルボモード)のPCDがマイナーチェンジで114.3-4Hから100-4Hに変更された事例がある。
  - ライトトレーラー(欧州各社)：13～14インチホイール
- 101.6mm (4インチ)
  - ミニ (BMC)
  - ライトトレーラー(米国各社)：8～12インチホイール
- 108.0mm
  - ヨーロッパフォード:フォーカス（初代）、Ka
- 110.0mm
  - トヨタ:パブリカ・スターレットを含むトヨタ・パブリカシリーズおよびE10型（初代）カローラシリーズ、E20型（2代目）カローラシリーズ（12インチホイール装着車に限る）
  - ダイハツ:360cc規格時代に発売された2代目フェローハードトップのSL/GXL/GHLの各種グレードと旧規格の660cc以下の軽自動車の多くの車種およびコンパーノ、コンソルテシリーズ、初代・2代目シャレード
  - ホンダ:ホンダ・N IIIの乗用シリーズおよびステップバンを含む初代ライフ、初代Z
  - スズキ:3代目/4代目フロンテGT-TYPEⅡおよびフロンテクーペ、初代セルボのフロントディスクブレーキ各装着車
  - マツダ:1970年代以前の多く（例：サバンナ、カペラ、コスモ（コスモスポーツ除く）、ルーチェ（ロータリークーペおよび初代セダン除く）、ファミリアなど）
- 114.3mm (4 1/2インチ)
  - 日産/ルノーサムスン:R32型/R33型（8代目/9代目）の一部を含むR31型（7代目）までのスカイライン、S13型（5代目）までのシルビア/180SX、S14型（6代目）シルビアの一部グレード、C34型（7代目）までのローレル、P310型（初代）を除くブルーバード、B12～B14を除くサニー、N10～N12型（初代/2代目）までのパルサー、P10～P11型（2代目）プリメーラ、G10型（初代）ブルーバードシルフィ/ルノーサムスン・SM3、ティーダ（C11型18G・6MTのみ）、NV200バネットなど
  - トヨタ:KP61型スターレットおよびAE85/86型カローラレビン/スプリンタートレノを含むE20～E70型までのカローラ/スプリンターシリーズ（E20型のみ13インチホイール装着車に限る）、トヨタ・タウンエースノア/ライトエースノアの一部グレード、X70型までのマークII/チェイサー/クレスタ、A60型までのセリカ/カリーナ、T40～T140型までのコロナなど
  - 三菱:2代目前期型のデボネア、ギャラン/エテルナ/エメロード/レグナム（VR-4とST-Rと24ヴィエント除く）、RVR（ズポーツギア除く初代モデル全車）、ミラージュ（4･5代目のFF車除く全車）、ランサーエボリューションI～III、ミニカ・ダンガンZZ-4、ブラボー、コルトRALLIART Version-Rなど
  - マツダ:マツダ・3代目カペラ、5代目/6代目/Y11型バン・ビジネスワゴンファミリア[5]、エチュード、2代目キャロル、AZ-1など
  - 日本フォード:初代フェスティバ、初代/2代目レーザー、初代テルスター
  - ホンダ:ホンダ・プレリュード（BA8.9/BB1.4 5th 5.7(前期のみ））、インテグラ（1995年から1998年1月までのタイプR）、アコードワゴン（初代CB9、2代目CE1/CF2、3代目CF6/CF7）
  - ダイハツ:ダイハツ・シャルマン
  - いすゞ:いすゞ・ヒルマンミンクスおよびベレット、フローリアン、117クーペ、ジェミネット、3代目/4代目アスカ
  - スズキ:初代～2代目スズキ・カルタスおよび同社のジムニーを除く1994年以前までの一部の軽自動車(CA/CN/CR2x系アルト、D**51T/V系キャリイ/エブリイ初期型など)
  - ヒュンダイ:エラントラ(XD系)
- 120.0mm
  - ホンダ:ホンダ・1300シリーズおよび初代シビック、初代アコード、4WD仕様を除く初代アクティ
  - 日野：コンテッサ900、およびコンテッサ1300（セダン、クーペ共に）
  - マツダ:コスモスポーツおよび2代目コスモ、ルーチェロ－タリークーペを含む初代ルーチェ
- 130.0mm 
  - フォルクスワーゲン:ビートル1968年以降
- 140.0mm 
  - スバル:スバル・1000、初代～3代目レオーネ、初代アルシオーネなど
  - いすゞ:いすゞ・ジェミネットII（スバル・レオーネのOEM）
  - 旧プリンス:プリンス・グロリア※139.7mmとよく混同されるがスバルと旧プリンス・グロリアのPCDは140mm。

### 5穴
- 100.0 mm
  - スバル:インプレッサ（除くGDBE以降のWRXSTi。XV含む。）、レガシィ（BR/BMまで）/いすゞ・アスカCX、フォレスター（4代目まで）、BRZ、トレジア
  - トヨタ:ZRT270型アベンシスを除く型式名｢○Txx｣の車種全般(FF移行後のトヨタ・セリカ/カレン/ED/EXiV、カリーナ/コロナ/アベンシス/カルディナ、プレミオ/アリオン)、オーパ、ビスタ（SV11・SV21のGT-R、V50系）、ウィッシュ、イスト（2代目）、ラクティス（2代目）、シエンタ（2代目）、2代目以降のプリウス、レクサス・CT、9代目以降の[6]カローラシリーズ、3代目オーリス（台湾市場専売E210型）、PA10/PH10型（シリーズ4代目）ヤリス欧州仕様など。また、珍しい例では86はFRであるにもかかわらず100-5Hである。[7]
  - ダイハツ:ロッキー e-SMART HYBRID(2代目)
  - フォルクスワーゲン:ポロ(4代目以降)・ゴルフⅣ・ニュービートル
  - アウディ:A1、TT（8N）
- 108.0 mm
  - ボルボ
  - ランドローバー:フリーランダー2、レンジローバーイヴォーク
  - ルノーカングーII、ルーテシアIII・ルノー・スポール
- 110.0 mm
  - オペル全般
  - アルファロメオ:ジュリエッタ（第三世代）
- 112.0 mm
  - メルセデスベンツ全般
  - インフィニティ・Q30/QX30
  - フォルクスワーゲン
  - アウディ:TT（8J）
  - ポルシェ:マカン
  - MINIF55、F56
  - BMW2シリーズアクティブツアラー（F45）/グランツアラー（F46）
  - ライトトレーラー(欧州各社): 12 - 15インチホイール
- 114.3 mm (4 1/2インチ)
  - トヨタ:一部(例：USF40系レクサス・LS)を除く多くのFR車が該当するほか、FF車に於いてもこのサイズを採用する車種が増えてきている。2代目以前のトヨタ・センチュリーおよびRS30型（初代後期型）以降のクラウン系、T20/T30型2代目コロナ、マークX/マークII系、カムリ系、2代目MR2、アルテッツァ/レクサス・IS、ヴォクシー/ノア、キャミ、ラッシュ、アイシス、ハリアー/レクサス・RX、RAV4/ヴァンガード、オーリス/ブレイド、カローラルミオン、SAI/レクサス・HS、プリウスα、ジャパンタクシー/コンフォート（香港・マカオ市場専売各2代目）、C-HR、GRヤリス、カローラクロスなど。
  - ホンダ:〜3代目レジェンド、オデッセイ、ステップワゴン、シビック（8代目）、CR-Z、フリード（2代目）、インサイト（ZE4）など。
  - 日産:グロリア、2代目(130型)以降のセドリック、R32型/R33型の一部を含むR34型（10代目）以降のスカイライン、C35型（8代目）ローレル、ステージア、セレナ、P12型（3代目）プリメーラ、A32/A33型（2代目/3代目）セフィーロ、ティアナ、フーガ、シーマ、キックス（P15型、日本・タイ向け）
  - 三菱:2代目前期型を除くデボネア、ランサーエボリューションIV～Χ、FTO、GTO、RVR（新型）、エアトレック、アウトランダー、ギャランフォルティス、シャリオグランディス、エクリプス、ディアマンテ、プラウディア、パジェロミニなど。
  - ダイハツ:ダイハツ・アルティス、テリオス、テリオスキッド、ビーゴ、メビウス
  - スバル:2代目アルシオーネ(アルシオーネSVX)、2代目インプレッサWRX STI（E型以後）、3代目以降のWRX STI、WRX S4、レヴォーグ、レガシィB4（BN9）/レガシィアウトバック（BS9）、フォレスター（5代目SK9、SKE）
  - スズキ:スイフトスポーツ、SX4、ランディ、エスクード（3代目）
  - マツダ:アクセラ（MAZDA3）、アテンザ（MAZDA6）、CX-3、CX-5、CX-8
  - ヒュンダイ:ソナタ、グレンジャー、ジェネシス（含・クーペ）、エクウス、エラントラ（アバンテ）など
  - キア:ソウル、K3/フォルテ、K5/オプティマ、K7/カデンツァ、K9/クオリス　など
  - ルノー:コレオス、メガーヌ（3代目）、ルーテシアIV・ルノー・スポール、ラティテュード、フルエンス　など
  - ルノーサムスン:SM3（2代目・L38）、SM5、SM7、QM5
  - ライトトレーラー(米国各社)：8 - 15インチホイール
- 120.0 mm
  - トヨタ:レクサスLS(USF40型)、センチュリー（3代目・UWG60型）、センチュリーロイヤル、レクサスLM(2代目、TAWH15型)、アルファード/ヴェルファイア(H4#型)
  - ホンダ:ホンダ・レジェンドKB1/2、KC1/2
  - BMW全般
  - ランドローバー:3代目レンジローバー、レンジローバースポーツ、ディスカバリー3
  - ミニ (BMW)：クロスオーバー（カントリーマン）
- 120.65 mm (4 3/4インチ)
  - ランドローバー:2代目レンジローバー、2代目ディスカバリー
- 127.0 mm (5インチ)
  - ライトトレーラー(米国各社)：15インチホイール
- 130.0 mm
  - ポルシェ全般（356C以降。ただしマカンは除く）
- 139.7 mm (5 1/2インチ)
  - トヨタ:タウンエース/ライトエースの一部の4WDモデルおよびブリザード
  - 三菱:三菱・ジープ
  - スズキ:ジムニー、エスクード（2代目まで）
  - ダイハツ:タフト（初代）、ラガー（F70系。アジア向け2代目タフト/欧州向けロッキー/フォートラック）、日本国内向けロッキー/フェローザ（F300S型）
  - 日産:日産・グロリア（1967年 - 1971年前期 正確には139.75 mmで、140 mmではない）
- 150.0 mm
  - トヨタ:ランドクルーザーシグナス/レクサス・LX（100系/200系）
  - ランドクルーザー（70系。1999年 - ）
- 165.1 mm (6 1/2インチ)
  - ランドローバー:初代レンジローバー、初代ディスカバリー、ディフェンダー
  - ライトトレーラー(欧州各社)：13インチホイール
- 203.2 mm
  - トヨタ:ダイナ（2 t積以上。1984年 -  ）
  - トヨエース（2 t積以上。1985年 -  ）
  - コースター（1982年 -  ）
- 日野:レンジャー2/3（1984年 - 1999年）、デュトロ
- ダイハツ:デルタ（1984年 - 2003年）
- 205.0 mm 
  - フォルクスワーゲン:ビートル1967年以前
  - ポルシェ:356B以前

### 6穴
- 130 mm
  - トヨタ:グランエース/グランビア/マジェスティ、ハイエース（H300、海外向け）
- 139.7 mm (5 1/2インチ)
  - トヨタ: RS(RS10)/RS20型クラウン、ST10/PT10型コロナ、200型ハイエース/レジアスエース、ダイナ (1.5/1.75 t積以下車)/トヨエース (1.5/1.75 t積以下車)など
  - 日産: ダットサン・110/210、ダットサン・フェアレディ(S210型)、初代セドリック(30型)、キャラバン、初代エルグランド(E50型)、アトラス(1.5 t積以下車)など
  - マツダ: ボンゴブローニィ
  - 三菱: パジェロ
  - ライトトレーラー(米国各社)：14.5 - 16インチホイールと
- 222.25 mm
  - 中型・大型トラック・バス: JIS方式17.5インチホイール、JIS方式19.5インチホイール

### 8穴
- 165.1mm (6 1/2インチ)
  - ライトトレーラー(米国各社)：14.5～16.5インチホイール
- 275.0mm
  - 中型・大型トラック・バス: 新ISO方式19.5インチホイール
- 285.0mm
  - 中型・大型トラック・バス: JIS方式19.5インチホイール、JIS方式22.5インチホイール

### 10穴
- 225.0mm
  - トレーラー: 新ISO方式17.5インチホイール
- 335.0mm
  - 中型・大型トラック・バス: 新ISO方式22.5インチホイール
  - トレーラー: 新ISO方式22.5インチホイール